# نيكي كريمي
نيكي كريمي (بالفارسية: نیکی کریمی) ممثلة وكاتبة سيناريو ومخرجة إيرانية من مواليد 10 نوفمبر 1971.

## حياتها
ولدت كريمي ونشأت في طهران. بدأت أعمالها الفنية بالتمثيل على خشبة المسرح عندما كانت في المدرسة الإعدادية. كان أول دور تمثيلي لكريمي في عام 1989 في فيلم «وسوسة» لمخرج جمشيد حيدري، إلّا أن أوّل ظهور كبيرٍ لها في السينما كان سنة 1990 في فيلم «عروس» لمخرج بهروز أفخمي ثم مثلت في فيلمي «سارا» و«بري» من إخراج داريوش مهرجويي.
كان من أعمال نيكي كريمي الإخراجية فيلم «الصفارة الأخيرة» عام 2009م وهذا الفيلم من بين الأعمال المرشحة لجوائز في مهرجان دبي السينمائي الدولي.